# Deserto di Siloli

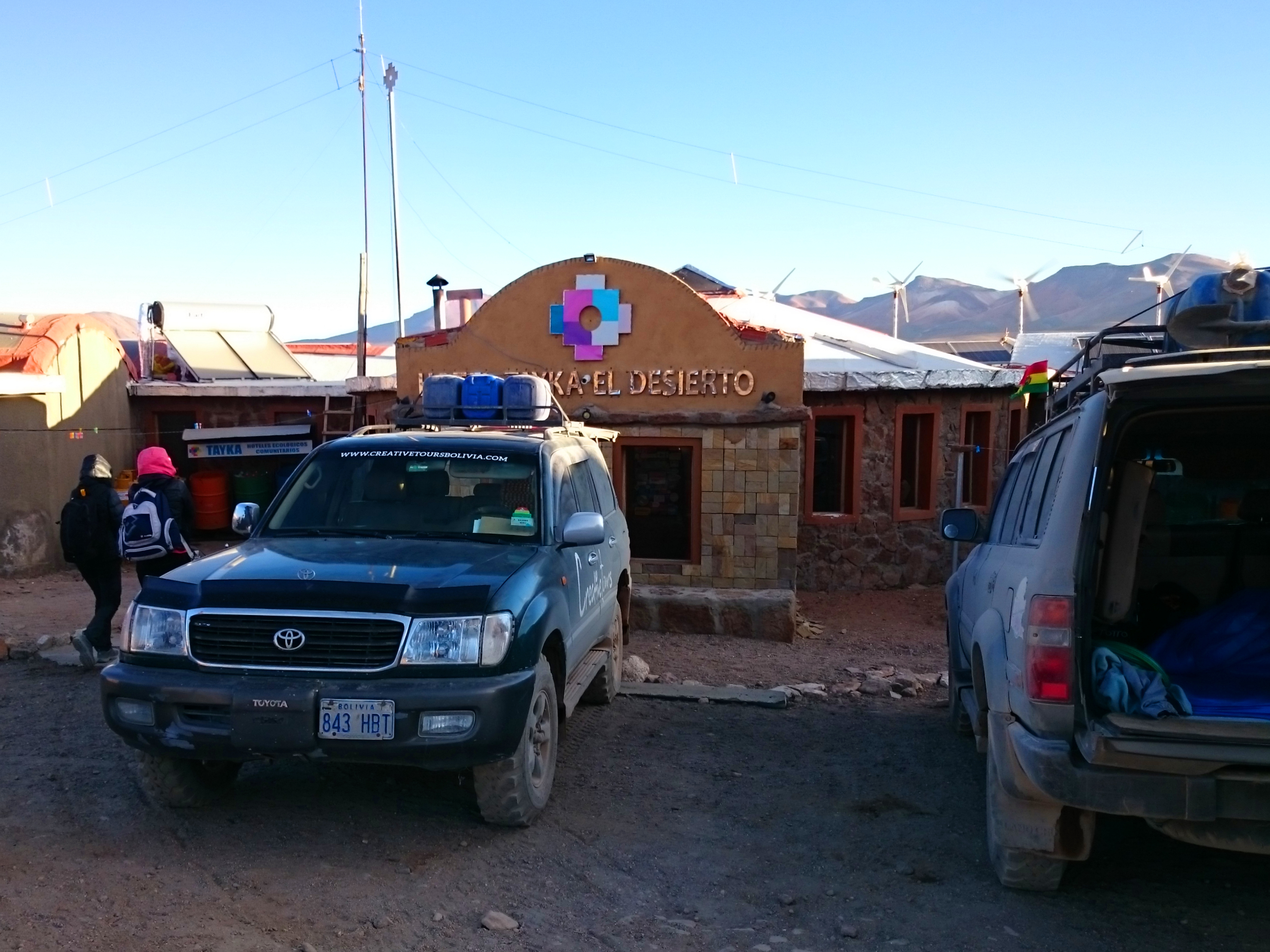
Hotel nel deserto di Siloli

Il deserto di Siloli è ubicato nel Dipartimento di Potosí, nella parte sudoccidentale della Bolivia.

## Descrizione
È caratterizzato da una serie di formazioni rocciose prodotte dai forti venti presenti nella regione. Viene considerato uno dei deserti più aridi del mondo a causa della bassissima quantità di precipitazioni annue.
È meta di viaggi turistici in quanto rappresenta la porta di accesso alla Riserva nazionale di fauna andina Eduardo Avaroa e nelle sue vicinanze si trovano sia le lagunas de colores che il Salar de Uyuni, un vasto bacino salato.
Il deserto di Siloli viene considerato come facente parte del deserto di Atacama, uno dei più aridi del mondo.

## Galleria d'immagini

Lárbol de piedra (albero di pietra), una delle formazioni rocciose caratteristiche del deserto di Siloli.

Panorama
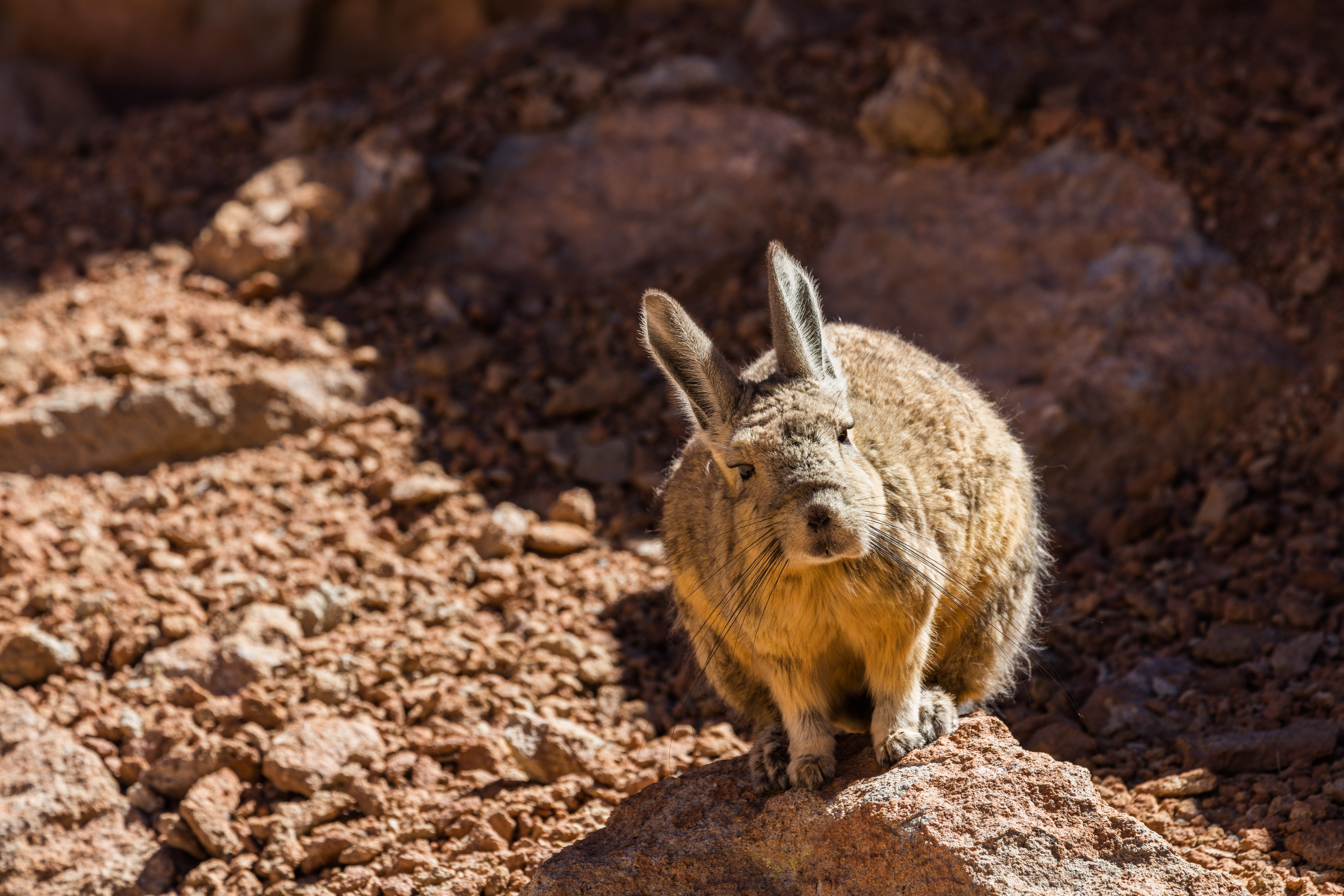
Esemplare di Viscaccia Boliviana (Lagidium viscacia)  nel deserto di Siloli.